# Juan Marino
Juan Marino (General Madariaga, 25 de novembro de 1987) é um dirigente social e político argentino do Partido Piquetero. É Deputado da Nação Argentina por Buenos Aires desde 2022.
Iniciou seu militancia como estudante secundário à idade de 15 anos. É especialista comercial e bacharel em Ciências Empresariais, formado pela Escola Superior de Comércio Carlos Pellegrini, instituição onde presidiu seu centro estudantil em 2006, na lista 1 "FEL".
Militou na direcção nacional da União de Juventudes pelo Socialismo - Partido Operário (UJS - PO) desde 2006 até 2009, bem como no Comité Central da Capital Federal do Partido Operário (PO) entre 2008 e 2009. No entanto, seu tempo no PO chegou a seu fim em 2009 quando foi expulso do partido.
O 2 de abril de 2010, Marinho fundou a Tendência Piquetera Revolucionária (TPR) e, depois, o Agrupamento Villera Piquetera (hoje Unidade Piquetera).
Marinho posteriormente fundou o Partido Piquetero em 2016.
Em 2017, se postuló como precandidato a deputado nacional por Encontro Popular por Terra, Teto e Trabalho, uma frente dirigida por Luis D'Elía.
Nas Eleições legislativas de 2019 conseguiu um lugar na boleta da Frente de Todos, no entanto não conseguiu a eleição. Em julho de 2021, foi nomeado Diretor Provincial de Organização Territorial do Ministério de Desenvolvimento da Comunidade da Província de Buenos Aires.
Em agosto de 2022, foi nomeado Deputado da Nação Argentina por Buenos Aires em substituição de Sergio Massa, quem fosse nomeado Ministério de Economia.
Dantes das Eleições primárias de 2023 apresentou seu livro "Estratégia Militante, Cá e Agora" na Federação Grafica Bonaerense.
Marinho sustenta que sua principal tarefa como legislador é a sanção de uma lei que contemple o salário básico universal, ainda que isso nunca se materializou.
Nas Eleições legislativas de 2023 conseguiu um lugar na câmara, depois de localizar no posto 15 da lista de União pela Pátria.

## Publicações

### Livros
- Marino, Juan (2023). Estrategia militante: acá y ahora (PDF). Buenos Aires: [s.n.] ISBN 1 Verifique |isbn= (ajuda) En coautoría con Vladimir Cerrón.
- Marino, Juan (2024). TESIS DE ABRIL – ¡BASTA MILEI!. Buenos Aires: [s.n.] ISBN 1 Verifique |isbn= (ajuda)

## Ligações  externas
- Instagram
- Twitter